# Liste des maires de Guignicourt
La liste des maires de Guignicourt présente une liste des maires puis des maires délégués de la commune de Guignicourt, située dans le département de l'Aisne en région Hauts-de-France.

## Liste des maires
| Période | Période       | Identité                                               | Étiquette | Qualité                                                                  |
| ------- | ------------- | ------------------------------------------------------ | --------- | ------------------------------------------------------------------------ |
| 1792    | 1795          | Gilbert Meurisse                                       |           |                                                                          |
| 1795    | 1795          | André Joseph Dantheny                                  |           | maire provisoire                                                         |
| 1795    | 1799          | Gilbert Meurisse                                       |           |                                                                          |
| 1799    | 1800          | André Joseph Dantheny                                  |           | maire provisoire                                                         |
| 1800    | 1805          | Jean-Marie Daneau                                      |           |                                                                          |
| 1805    | 1807          | Victor du Cauzé de Nazelle                             |           |                                                                          |
| 1807    | 1824          | Jean-Baptiste Renard                                   |           |                                                                          |
| 1824    | 1828          | Victor du Cauzé de Nazelle (de Guignicourt)            |           |                                                                          |
| 1828    | 1830          | Hérard, comte du Cauzé de Nazelle                      |           | fils du précédent                                                        |
| 1830    | 1837          | Louis Joseph Gilbert                                   |           |                                                                          |
| 1837    | 1846          | Jean Louis Gilbert                                     |           | maire provisoire, puis maire                                             |
| 1846    | 1850          | Jean Baptiste Liénard                                  |           |                                                                          |
| 1850    | 1852          | Pierre Quentin Avez                                    |           | maire ad interim                                                         |
| 1852    | 1860          | Jean Louis Gilbert                                     |           |                                                                          |
| 1860    | 1865          | Charles Hérard, comte du Cauzé de Nazelle              |           | fils du maire Hérard du Cauzé de Nazelles                                |
| 1865    | 1870          | Pierre Garde                                           |           |                                                                          |
| 1870    | 1871          | Charles Hérard, comte du Cauzé de Nazelle/Eugène Huyet |           | maire ; président de la commission cummunale                             |
| 1871    | 1874          | Sully-Gilbert                                          |           |                                                                          |
| 1874    | 1876          | Patin-Paulowitz                                        |           |                                                                          |
| 1876    | 1884          | Brot-Valentin                                          |           |                                                                          |
| 1884    | 1900          | Jean-Marie Maquin                                      |           |                                                                          |
| 1900    | 1904          | Ehrard (Hérard-Henri) du Cauzé de Nazelle              |           | fils du maire Charles Hérard du Cauzé de Nazelle                         |
| 1904    | 1908          | Jules Leclère                                          |           |                                                                          |
| 1908    | 1914          | Ehrard (Hérard-Henri) du Cauzé de Nazelle              |           |                                                                          |
| 1914    | 1919          | René Nottelet                                          |           | adjoint faisant fonction de maire                                        |
| 1919    | 1921          | Alfred du Cauzé de Nazelle                             |           | fils du maire Ehrard du Cauzé de Nazelle ; conseiller général de l'Aisne |
| 1921    | 1925          | Henri Bonieux                                          |           | médecin                                                                  |
| 1925    | 1929          | Louis Hermann Chevallier                               |           |                                                                          |
| 1929    | 1931          | Eugène Basset                                          |           |                                                                          |
| 1931    | 1931          | Louis Hermann Chevallier                               |           |                                                                          |
| 1931    | 1931          | Hosselet                                               |           | délégué special                                                          |
| 1931    | 1939          | Louis Hermann Chevallier                               |           |                                                                          |
| 1939    | 1940          | Ferdinand Renaudineau                                  |           | adjoint faisant fonction de maire                                        |
| 1940    | 1944          | Louis Hermann Chevallier                               |           |                                                                          |
| 1944    | 1945          | Eugène Bérault                                         |           | délégué special                                                          |
| 1945    | 1953          | Eugène Bérault                                         |           |                                                                          |
| 1953    | 1965          | Louis Bertaux                                          |           |                                                                          |
| 1965    | 1971          | Jean Michelet                                          |           |                                                                          |
| 1971    | 1999          | Jean Thouraud                                          |           |                                                                          |
| 1999    | décembre 2018 | Philippe Timmerman                                     | DVD       | Conseiller général 2001-2015 puis conseiller départemental               |

### Liste des maires délégués
| Période                                  | Période                      | Identité           | Étiquette | Qualité                                                    |
| ---------------------------------------- | ---------------------------- | ------------------ | --------- | ---------------------------------------------------------- |
| janvier 2019                             | En cours (au 1 janvier 2019) | Philippe Timmerman | DVD       | Conseiller général 2001-2015 puis conseiller départemental |
| Les données manquantes sont à compléter. |                              |                    |           |                                                            |

## Pour approfondir